# Lista di asteroidi (310001-311000)
Di seguito una lista di asteroidi dal numero 310001 al 311000 con data di scoperta e scopritore.

## 310001-310100
| Nome                | Designazione provvisoria | Data di scoperta  | Scopritore              |
| ------------------- | ------------------------ | ----------------- | ----------------------- |
| 310001 -            | 2009 JD11                | 14 maggio 2009    | Siding Spring Survey    |
| 310002 -            | 2009 JJ13                | 1º maggio 2009    | Cerro Burek             |
| 310003 -            | 2009 JD16                | 1º maggio 2009    | Spacewatch              |
| 310004 -            | 2009 JP16                | 15 maggio 2009    | Spacewatch              |
| 310005 -            | 2009 KE                  | 16 maggio 2009    | Mt. Lemmon Survey       |
| 310006 -            | 2009 KU1                 | 17 maggio 2009    | OAM                     |
| 310007 -            | 2009 KK3                 | 24 maggio 2009    | OAM                     |
| 310008 -            | 2009 KO3                 | 17 maggio 2009    | Spacewatch              |
| 310009 -            | 2009 KA4                 | 24 maggio 2009    | CSS                     |
| 310010 -            | 2009 KR5                 | 25 maggio 2009    | Spacewatch              |
| 310011 -            | 2009 KV8                 | 24 maggio 2009    | Spacewatch              |
| 310012 -            | 2009 KL17                | 26 maggio 2009    | Spacewatch              |
| 310013 -            | 2009 KQ17                | 26 maggio 2009    | Spacewatch              |
| 310014 -            | 2009 KZ17                | 27 maggio 2009    | Spacewatch              |
| 310015 -            | 2009 KO23                | 27 maggio 2009    | Spacewatch              |
| 310016 -            | 2009 KD26                | 29 maggio 2009    | Spacewatch              |
| 310017 -            | 2009 LS4                 | 13 giugno 2009    | Spacewatch              |
| 310018 -            | 2009 LD5                 | 14 giugno 2009    | Spacewatch              |
| 310019 -            | 2009 MJ3                 | 1º giugno 2009    | CSS                     |
| 310020 -            | 2009 QH14                | 16 agosto 2009    | Spacewatch              |
| 310021 -            | 2009 RU3                 | 13 settembre 2009 | Hobart, J.              |
| 310022 -            | 2009 RJ63                | 14 settembre 2009 | Spacewatch              |
| 310023 -            | 2009 ST177               | 20 settembre 2009 | Spacewatch              |
| 310024 -            | 2009 TA                  | 2 ottobre 2009    | Mt. Lemmon Survey       |
| 310025 Marcuscooper | 2009 TO26                | 14 ottobre 2009   | OAM                     |
| 310026 -            | 2009 UQ131               | 16 ottobre 2009   | OAM                     |
| 310027 -            | 2010 AH95                | 8 febbraio 2002   | NEAT                    |
| 310028 -            | 2010 BJ51                | 25 luglio 2007    | Siding Spring Survey    |
| 310029 -            | 2010 DQ36                | 14 marzo 2000     | Spacewatch              |
| 310030 -            | 2010 ES37                | 12 marzo 2010     | Mt. Lemmon Survey       |
| 310031 -            | 2010 FR28                | 16 marzo 2010     | Spacewatch              |
| 310032 -            | 2010 FP94                | 20 marzo 2010     | Spacewatch              |
| 310033 -            | 2010 FG95                | 25 marzo 2010     | Spacewatch              |
| 310034 -            | 2010 GC7                 | 6 aprile 2010     | CSS                     |
| 310035 -            | 2010 GW87                | 13 aprile 2010    | WISE                    |
| 310036 -            | 2010 GK104               | 11 ottobre 2007   | Spacewatch              |
| 310037 -            | 2010 GF106               | 7 aprile 2010     | Spacewatch              |
| 310038 -            | 2010 GB108               | 12 settembre 2007 | Mt. Lemmon Survey       |
| 310039 -            | 2010 GB118               | 10 aprile 2010    | Spacewatch              |
| 310040 -            | 2010 GN121               | 6 luglio 2003     | Spacewatch              |
| 310041 -            | 2010 GZ126               | 10 aprile 2010    | Spacewatch              |
| 310042 -            | 2010 GK127               | 10 aprile 2010    | Spacewatch              |
| 310043 -            | 2010 GJ136               | 30 dicembre 2008  | Mt. Lemmon Survey       |
| 310044 -            | 2010 GW159               | 10 aprile 2010    | Mt. Lemmon Survey       |
| 310045 -            | 2010 GR160               | 23 gennaio 2006   | Spacewatch              |
| 310046 -            | 2010 HP32                | 6 settembre 1999  | Spacewatch              |
| 310047 -            | 2010 HA43                | 22 aprile 2010    | WISE                    |
| 310048 -            | 2010 HU66                | 26 aprile 2010    | WISE                    |
| 310049 -            | 2010 HU78                | 20 aprile 2010    | Mt. Lemmon Survey       |
| 310050 -            | 2010 HO79                | 20 aprile 2010    | Spacewatch              |
| 310051 -            | 2010 HN82                | 28 aprile 2010    | WISE                    |
| 310052 -            | 2010 JY1                 | 3 maggio 2010     | Spacewatch              |
| 310053 -            | 2010 JD30                | 3 maggio 2010     | Spacewatch              |
| 310054 -            | 2010 JW32                | 6 maggio 2010     | Mt. Lemmon Survey       |
| 310055 -            | 2010 JW40                | 8 maggio 2010     | Mt. Lemmon Survey       |
| 310056 -            | 2010 JC46                | 27 marzo 1995     | Spacewatch              |
| 310057 -            | 2010 JE59                | 7 maggio 2010     | WISE                    |
| 310058 -            | 2010 JF84                | 24 novembre 2008  | Mt. Lemmon Survey       |
| 310059 -            | 2010 JR112               | 13 maggio 2010    | Siding Spring Survey    |
| 310060 -            | 2010 JP116               | 5 gennaio 2006    | CSS                     |
| 310061 -            | 2010 JW131               | 25 settembre 2005 | Spacewatch              |
| 310062 -            | 2010 JD148               | 16 ottobre 2002   | NEAT                    |
| 310063 -            | 2010 JQ149               | 6 maggio 2010     | CSS                     |
| 310064 -            | 2010 JV158               | 4 maggio 2010     | Spacewatch              |
| 310065 -            | 2010 JO166               | 26 gennaio 2006   | Mt. Lemmon Survey       |
| 310066 -            | 2010 KG8                 | 25 febbraio 2006  | Mt. Lemmon Survey       |
| 310067 -            | 2010 KB9                 | 28 settembre 2003 | Spacewatch              |
| 310068 -            | 2010 KG9                 | 16 maggio 2010    | Tenagra II              |
| 310069 -            | 2010 KW36                | 3 febbraio 2009   | Mt. Lemmon Survey       |
| 310070 -            | 2010 KL55                | 23 maggio 2010    | WISE                    |
| 310071 -            | 2010 KR59                | 18 maggio 2010    | WISE                    |
| 310072 -            | 2010 KD62                | 18 maggio 2010    | OAM                     |
| 310073 -            | 2010 KX81                | 10 febbraio 2007  | Mt. Lemmon Survey       |
| 310074 -            | 2010 KQ101               | 28 maggio 2010    | WISE                    |
| 310075 -            | 2010 KY102               | 28 maggio 2010    | WISE                    |
| 310076 -            | 2010 KY104               | 29 maggio 2010    | WISE                    |
| 310077 -            | 2010 KC107               | 29 maggio 2010    | WISE                    |
| 310078 -            | 2010 KF116               | 30 maggio 2010    | WISE                    |
| 310079 -            | 2010 KS117               | 22 maggio 2010    | Siding Spring Survey    |
| 310080 -            | 2010 LC1                 | 1º giugno 2010    | Spacewatch              |
| 310081 -            | 2010 LK1                 | 2 giugno 2010     | Tenagra II              |
| 310082 -            | 2010 LP72                | 12 marzo 2008     | CSS                     |
| 310083 -            | 2010 LB83                | 11 giugno 2010    | WISE                    |
| 310084 -            | 2010 LB108               | 10 novembre 1994  | Spacewatch              |
| 310085 -            | 2010 ML92                | 24 settembre 2005 | Spacewatch              |
| 310086 -            | 2010 MY101               | 21 febbraio 2007  | Mt. Lemmon Survey       |
| 310087 -            | 2010 MD102               | 13 dicembre 2006  | Mt. Lemmon Survey       |
| 310088 -            | 2010 MD104               | 29 giugno 2010    | WISE                    |
| 310089 -            | 2010 NF4                 | 4 luglio 2010     | Spacewatch              |
| 310090 -            | 2010 NK117               | 24 febbraio 2009  | CSS                     |
| 310091 -            | 2010 OY27                | 15 ottobre 2007   | Mt. Lemmon Survey       |
| 310092 -            | 2010 PR1                 | 2 agosto 2010     | LINEAR                  |
| 310093 -            | 2010 PC51                | 23 novembre 1998  | Spacewatch              |
| 310094 -            | 2010 PH61                | 24 settembre 2005 | Spacewatch              |
| 310095 -            | 2010 PE63                | 13 agosto 2010    | LINEAR                  |
| 310096 -            | 2010 PL64                | 10 agosto 2010    | Spacewatch              |
| 310097 -            | 2010 PL72                | 2 dicembre 2005   | Spacewatch              |
| 310098 -            | 2010 PE76                | 10 agosto 2010    | PMO NEO Survey Program  |
| 310099 -            | 2010 RF22                | 3 settembre 2010  | LINEAR                  |
| 310100 -            | 2010 RU42                | 3 settembre 2010  | Sarneczky, K., Kuli, Z. |

## 310101-310200
| Nome     | Designazione provvisoria | Data di scoperta  | Scopritore               |
| -------- | ------------------------ | ----------------- | ------------------------ |
| 310101 - | 2010 RO69                | 6 settembre 2010  | OAM                      |
| 310102 - | 2010 TO14                | 28 ottobre 2005   | Mt. Lemmon Survey        |
| 310103 - | 2010 TL171               | 14 ottobre 1998   | Spacewatch               |
| 310104 - | 2010 UX28                | 22 novembre 1997  | Spacewatch               |
| 310105 - | 2010 UW35                | 6 febbraio 2002   | Spacewatch               |
| 310106 - | 2010 UV51                | 17 gennaio 2001   | Spacewatch               |
| 310107 - | 2010 UB96                | 29 ottobre 2010   | CSS                      |
| 310108 - | 2010 VJ21                | 27 agosto 2006    | Spacewatch               |
| 310109 - | 2010 VQ30                | 14 gennaio 2002   | NEAT                     |
| 310110 - | 2010 VJ34                | 21 settembre 2008 | CSS                      |
| 310111 - | 2010 VL72                | 17 dicembre 2000  | Spacewatch               |
| 310112 - | 2010 VW176               | 22 giugno 2007    | Spacewatch               |
| 310113 - | 2010 VR191               | 20 settembre 2001 | LINEAR                   |
| 310114 - | 2010 VH194               | 16 marzo 2004     | Spacewatch               |
| 310115 - | 2010 WF13                | 7 aprile 2003     | Spacewatch               |
| 310116 - | 2011 AT72                | 8 ottobre 2005    | CSS                      |
| 310117 - | 2011 BG119               | 11 marzo 2002     | NEAT                     |
| 310118 - | 2011 CX100               | 22 novembre 2009  | CSS                      |
| 310119 - | 2011 DU19                | 26 gennaio 2006   | CSS                      |
| 310120 - | 2011 DR25                | 11 dicembre 2004  | Spacewatch               |
| 310121 - | 2011 EU4                 | 9 febbraio 2005   | LONEOS                   |
| 310122 - | 2011 EN13                | 13 febbraio 2002  | Spacewatch               |
| 310123 - | 2011 EP36                | 25 settembre 2005 | Spacewatch               |
| 310124 - | 2011 ED55                | 20 aprile 2006    | Spacewatch               |
| 310125 - | 2011 EZ83                | 8 ottobre 1999    | Spacewatch               |
| 310126 - | 2011 FV71                | 14 novembre 2002  | NEAT                     |
| 310127 - | 2011 FQ150               | 9 marzo 2003      | LONEOS                   |
| 310128 - | 2011 GY27                | 20 maggio 2006    | CSS                      |
| 310129 - | 2011 GA57                | 28 aprile 2003    | Spacewatch               |
| 310130 - | 2011 GH59                | 23 gennaio 2006   | Spacewatch               |
| 310131 - | 2011 GO62                | 22 gennaio 2006   | CSS                      |
| 310132 - | 2011 GH63                | 13 gennaio 2005   | CSS                      |
| 310133 - | 2011 GF75                | 29 febbraio 2000  | LINEAR                   |
| 310134 - | 2011 HD32                | 11 ottobre 2001   | LINEAR                   |
| 310135 - | 2011 HV32                | 14 dicembre 2004  | LINEAR                   |
| 310136 - | 2011 HO54                | 14 settembre 2007 | Mt. Lemmon Survey        |
| 310137 - | 2011 HH67                | 1º febbraio 2005  | Spacewatch               |
| 310138 - | 2011 HT79                | 25 ottobre 2005   | CSS                      |
| 310139 - | 2011 HP80                | 9 ottobre 2007    | Mt. Lemmon Survey        |
| 310140 - | 2011 HG81                | 10 aprile 2002    | LINEAR                   |
| 310141 - | 2011 HA84                | 19 novembre 2003  | NEAT                     |
| 310142 - | 2011 HP87                | 13 settembre 2005 | CSS                      |
| 310143 - | 2011 KD10                | 24 marzo 2006     | Spacewatch               |
| 310144 - | 2011 KQ11                | 12 aprile 2002    | LINEAR                   |
| 310145 - | 2011 KL16                | 19 novembre 2001  | LINEAR                   |
| 310146 - | 2011 KW39                | 21 dicembre 2003  | Spacewatch               |
| 310147 - | 2011 LS10                | 4 novembre 2004   | Spacewatch               |
| 310148 - | 2011 LY18                | 1º maggio 2003    | Spacewatch               |
| 310149 - | 2011 MW6                 | 23 febbraio 2007  | Spacewatch               |
| 310150 - | 2011 OV57                | 18 gennaio 2008   | Mt. Lemmon Survey        |
| 310151 - | 2011 OM58                | 20 novembre 2007  | CSS                      |
| 310152 - | 2011 QB3                 | 31 ottobre 2002   | LINEAR                   |
| 310153 - | 2011 QV8                 | 14 ottobre 2001   | Spacewatch               |
| 310154 - | 2011 QN23                | 19 novembre 2007  | Spacewatch               |
| 310155 - | 2011 QR32                | 7 aprile 2003     | Spacewatch               |
| 310156 - | 2011 QO35                | 16 ottobre 2006   | CSS                      |
| 310157 - | 2011 QU56                | 4 novembre 2004   | Needville                |
| 310158 - | 2011 QF61                | 21 ottobre 1995   | Spacewatch               |
| 310159 - | 2011 QO64                | 5 dicembre 2008   | Mt. Lemmon Survey        |
| 310160 - | 2011 QQ72                | 10 maggio 2002    | NEAT                     |
| 310161 - | 2011 QW91                | 2 aprile 2006     | Spacewatch               |
| 310162 - | 2011 QQ95                | 5 aprile 1995     | Spacewatch               |
| 310163 - | 2011 RC1                 | 30 settembre 2005 | CSS                      |
| 310164 - | 2011 RV16                | 9 febbraio 2002   | Spacewatch               |
| 310165 - | 2011 RW16                | 22 dicembre 2008  | CSS                      |
| 310166 - | 2011 SB                  | 16 novembre 2003  | Spacewatch               |
| 310167 - | 2011 SD                  | 24 agosto 2000    | LINEAR                   |
| 310168 - | 2011 SG                  | 19 agosto 2006    | Spacewatch               |
| 310169 - | 2011 SD7                 | 4 ottobre 2003    | Spacewatch               |
| 310170 - | 2011 SN7                 | 26 agosto 2000    | Buie, M. W.              |
| 310171 - | 2011 SU19                | 8 maggio 2006     | Siding Spring Survey     |
| 310172 - | 2011 ST26                | 2 novembre 2007   | Spacewatch               |
| 310173 - | 2011 SQ30                | 3 agosto 2002     | CINEOS                   |
| 310174 - | 2011 SV32                | 4 febbraio 2005   | Mt. Lemmon Survey        |
| 310175 - | 2011 SZ32                | 15 gennaio 2005   | Spacewatch               |
| 310176 - | 2011 SZ35                | 18 luglio 2006    | Siding Spring Survey     |
| 310177 - | 2011 SG37                | 8 marzo 2005      | Spacewatch               |
| 310178 - | 2011 SK38                | 23 giugno 2006    | NEAT                     |
| 310179 - | 2011 ST39                | 14 dicembre 2004  | LINEAR                   |
| 310180 - | 2011 SB52                | 23 ottobre 2006   | Mt. Lemmon Survey        |
| 310181 - | 2011 SM57                | 21 settembre 2000 | Spacewatch               |
| 310182 - | 2011 SL65                | 2 ottobre 1997    | ODAS                     |
| 310183 - | 2011 ST65                | 12 luglio 2005    | Jarnac                   |
| 310184 - | 2011 SY67                | 14 maggio 2010    | Mt. Lemmon Survey        |
| 310185 - | 2011 SV80                | 27 agosto 2000    | Buie, M. W.              |
| 310186 - | 2011 SE81                | 30 dicembre 2008  | Mt. Lemmon Survey        |
| 310187 - | 2011 SS88                | 20 marzo 1999     | Sloan Digital Sky Survey |
| 310188 - | 2011 SG92                | 13 agosto 2007    | LINEAR                   |
| 310189 - | 2011 SE105               | 2 gennaio 2009    | Mt. Lemmon Survey        |
| 310190 - | 2011 SV106               | 25 novembre 2006  | Spacewatch               |
| 310191 - | 2011 SR114               | 29 luglio 2005    | NEAT                     |
| 310192 - | 2011 SM115               | 17 marzo 2005     | Spacewatch               |
| 310193 - | 2011 SF116               | 31 dicembre 2008  | Spacewatch               |
| 310194 - | 2011 SO116               | 29 settembre 2000 | Spacewatch               |
| 310195 - | 2011 SS119               | 20 aprile 1998    | Spacewatch               |
| 310196 - | 2011 SB120               | 13 febbraio 2004  | Spacewatch               |
| 310197 - | 2011 SN120               | 9 ottobre 1996    | Spacewatch               |
| 310198 - | 2011 SU120               | 11 marzo 2005     | Spacewatch               |
| 310199 - | 2011 SM121               | 28 agosto 2006    | Spacewatch               |
| 310200 - | 2011 SS125               | 16 gennaio 2004   | Spacewatch               |

## 310201-310300
| Nome                   | Designazione provvisoria | Data di scoperta  | Scopritore                                                |
| ---------------------- | ------------------------ | ----------------- | --------------------------------------------------------- |
| 310201 -               | 2011 SR128               | 13 settembre 2005 | Spacewatch                                                |
| 310202 -               | 2011 SD130               | 28 ottobre 2006   | Mt. Lemmon Survey                                         |
| 310203 -               | 2011 SK130               | 12 marzo 2002     | Spacewatch                                                |
| 310204 -               | 2011 SG132               | 23 settembre 2005 | CSS                                                       |
| 310205 -               | 2011 SK132               | 7 aprile 2005     | Spacewatch                                                |
| 310206 -               | 2011 SK135               | 10 marzo 2005     | Mt. Lemmon Survey                                         |
| 310207 -               | 2011 SW164               | 21 settembre 1998 | Spacewatch                                                |
| 310208 -               | 2011 SB165               | 27 settembre 2000 | Spacewatch                                                |
| 310209 -               | 2011 ST165               | 12 novembre 1999  | Spacewatch                                                |
| 310210 -               | 2011 SJ172               | 2 febbraio 2000   | Spacewatch                                                |
| 310211 -               | 2011 SB173               | 21 marzo 2004     | Spacewatch                                                |
| 310212 -               | 2011 SF176               | 19 settembre 2006 | Spacewatch                                                |
| 310213 -               | 2011 SM176               | 29 settembre 2005 | CSS                                                       |
| 310214 -               | 2011 SA180               | 16 novembre 2006  | Mt. Lemmon Survey                                         |
| 310215 -               | 2011 ST180               | 7 settembre 2000  | Spacewatch                                                |
| 310216 -               | 2011 SF184               | 30 agosto 2005    | Spacewatch                                                |
| 310217 -               | 2011 SW184               | 4 novembre 2004   | Spacewatch                                                |
| 310218 -               | 2011 SV190               | 17 novembre 1995  | Spacewatch                                                |
| 310219 -               | 2011 SS194               | 21 novembre 2000  | LINEAR                                                    |
| 310220 -               | 2011 SS206               | 19 settembre 2006 | Spacewatch                                                |
| 310221 -               | 2011 SZ211               | 7 ottobre 2004    | Spacewatch                                                |
| 310222 Vasipetropoulou | 2011 SR214               | 10 gennaio 2002   | ADAS                                                      |
| 310223 -               | 2011 SC217               | 19 agosto 2006    | Spacewatch                                                |
| 310224 -               | 2011 SZ218               | 12 ottobre 1998   | LONEOS                                                    |
| 310225 -               | 2011 ST219               | 23 marzo 2003     | Spacewatch                                                |
| 310226 -               | 2011 SU230               | 23 agosto 2007    | Spacewatch                                                |
| 310227 -               | 2011 SE232               | 19 febbraio 2001  | LINEAR                                                    |
| 310228 -               | 2011 SF233               | 30 aprile 2000    | Spacewatch                                                |
| 310229 -               | 2011 SP234               | 9 maggio 2005     | Mt. Lemmon Survey                                         |
| 310230 -               | 2011 SP239               | 2 marzo 2006      | Spacewatch                                                |
| 310231 -               | 2011 SC246               | 27 ottobre 2006   | Mt. Lemmon Survey                                         |
| 310232 -               | 2011 TO2                 | 1º luglio 2002    | NEAT                                                      |
| 310233 -               | 2011 TF4                 | 14 maggio 2004    | Spacewatch                                                |
| 310234 -               | 2011 TS5                 | 13 settembre 2005 | CSS                                                       |
| 310235 -               | 2011 TA9                 | 3 marzo 2000      | Sloan Digital Sky Survey                                  |
| 310236 -               | 2011 TT15                | 11 febbraio 2004  | Spacewatch                                                |
| 310237 -               | 2011 UP                  | 23 marzo 2003     | Sloan Digital Sky Survey                                  |
| 310238 -               | 2011 UU1                 | 25 aprile 2003    | Spacewatch                                                |
| 310239 -               | 2011 UJ2                 | 21 agosto 2006    | Spacewatch                                                |
| 310240 -               | 2011 UR2                 | 17 dicembre 2003  | LINEAR                                                    |
| 310241 -               | 2011 UA3                 | 31 agosto 2005    | NEAT                                                      |
| 310242 -               | 2011 UD6                 | 30 gennaio 2004   | Spacewatch                                                |
| 310243 -               | 2011 UE6                 | 11 ottobre 1977   | van Houten, C. J., van Houten-Groeneveld, I., Gehrels, T. |
| 310244 -               | 2011 UN7                 | 11 settembre 2007 | Spacewatch                                                |
| 310245 -               | 2011 UY7                 | 12 settembre 2001 | LINEAR                                                    |
| 310246 -               | 2011 UV8                 | 17 ottobre 1995   | Spacewatch                                                |
| 310247 -               | 2011 UW12                | 28 settembre 2000 | Spacewatch                                                |
| 310248 -               | 2011 UY12                | 4 maggio 2005     | Mt. Lemmon Survey                                         |
| 310249 -               | 2011 UN17                | 7 novembre 2007   | Spacewatch                                                |
| 310250 -               | 2011 UB18                | 27 marzo 2000     | Spacewatch                                                |
| 310251 -               | 2011 UQ18                | 19 novembre 1998  | LONEOS                                                    |
| 310252 -               | 2011 UV20                | 30 ottobre 2002   | Sloan Digital Sky Survey                                  |
| 310253 -               | 2011 US25                | 4 luglio 2002     | Spacewatch                                                |
| 310254 -               | 2011 UH26                | 13 settembre 2005 | CSS                                                       |
| 310255 -               | 2011 UL26                | 19 gennaio 2004   | Spacewatch                                                |
| 310256 -               | 2011 UF29                | 30 luglio 2005    | NEAT                                                      |
| 310257 -               | 2011 UM30                | 15 luglio 2007    | Siding Spring Survey                                      |
| 310258 -               | 2011 UZ30                | 10 settembre 2002 | NEAT                                                      |
| 310259 -               | 2011 UF31                | 16 novembre 2006  | Mt. Lemmon Survey                                         |
| 310260 -               | 2011 UV31                | 14 dicembre 2006  | Tibbets, D.                                               |
| 310261 -               | 2011 UP32                | 25 novembre 2006  | Spacewatch                                                |
| 310262 -               | 2011 UA33                | 4 novembre 2007   | Spacewatch                                                |
| 310263 -               | 2011 UQ35                | 31 agosto 2000    | LINEAR                                                    |
| 310264 -               | 2011 UU36                | 26 settembre 2002 | NEAT                                                      |
| 310265 -               | 2011 UA38                | 18 settembre 2006 | Spacewatch                                                |
| 310266 -               | 2011 UV41                | 26 settembre 2006 | Spacewatch                                                |
| 310267 -               | 2011 UX41                | 19 novembre 2006  | Spacewatch                                                |
| 310268 -               | 2011 UV47                | 21 settembre 2000 | LONEOS                                                    |
| 310269 -               | 2011 UV48                | 20 maggio 2006    | Spacewatch                                                |
| 310270 -               | 2011 UM49                | 28 settembre 2006 | Spacewatch                                                |
| 310271 -               | 2011 UA50                | 7 settembre 2000  | Spacewatch                                                |
| 310272 -               | 2011 UJ52                | 13 dicembre 2006  | Spacewatch                                                |
| 310273 Paulsmeyers -   | 2011 UT52                | 8 settembre 2004  | Pauwels, T., De Cat, P.                                   |
| 310274 -               | 2011 UW54                | 28 ottobre 2006   | CSS                                                       |
| 310275 -               | 2011 UF55                | 20 novembre 2004  | Spacewatch                                                |
| 310276 -               | 2011 US56                | 15 ottobre 2006   | Spacewatch                                                |
| 310277 -               | 2011 UY57                | 21 ottobre 2006   | Mt. Lemmon Survey                                         |
| 310278 -               | 2011 UQ59                | 17 febbraio 2004  | Spacewatch                                                |
| 310279 -               | 2011 UT61                | 18 febbraio 2004  | Spacewatch                                                |
| 310280 -               | 2011 UN62                | 25 aprile 2007    | Mt. Lemmon Survey                                         |
| 310281 -               | 2011 UL64                | 1º ottobre 2000   | LINEAR                                                    |
| 310282 -               | 2011 UV64                | 29 ottobre 2003   | Spacewatch                                                |
| 310283 -               | 2011 UV66                | 27 marzo 2003     | NEAT                                                      |
| 310284 -               | 2011 UJ72                | 21 settembre 2000 | Spacewatch                                                |
| 310285 -               | 2011 UZ72                | 4 ottobre 2004    | Spacewatch                                                |
| 310286 -               | 2011 UF76                | 17 novembre 2006  | Spacewatch                                                |
| 310287 -               | 2011 UZ77                | 2 novembre 2007   | Spacewatch                                                |
| 310288 -               | 2011 UB78                | 3 dicembre 2002   | NEAT                                                      |
| 310289 -               | 2011 US78                | 2 ottobre 2006    | Spacewatch                                                |
| 310290 -               | 2011 UG80                | 24 marzo 2003     | Spacewatch                                                |
| 310291 -               | 2011 UJ80                | 1º novembre 2000  | LINEAR                                                    |
| 310292 -               | 2011 UM81                | 11 aprile 2005    | Mt. Lemmon Survey                                         |
| 310293 -               | 2011 UR82                | 7 febbraio 2002   | NEAT                                                      |
| 310294 -               | 2011 UV82                | 13 gennaio 2002   | Spacewatch                                                |
| 310295 -               | 2011 UF83                | 26 marzo 2003     | Spacewatch                                                |
| 310296 -               | 2011 UJ83                | 13 ottobre 1998   | Spacewatch                                                |
| 310297 -               | 2011 UC84                | 14 settembre 2002 | NEAT                                                      |
| 310298 -               | 2011 UA86                | 5 aprile 2003     | Spacewatch                                                |
| 310299 -               | 2011 UU90                | 10 ottobre 2004   | Spacewatch                                                |
| 310300 -               | 2011 UL94                | 10 novembre 2004  | Spacewatch                                                |

## 310301-310400
| Nome     | Designazione provvisoria | Data di scoperta  | Scopritore                                                |
| -------- | ------------------------ | ----------------- | --------------------------------------------------------- |
| 310301 - | 2011 UK95                | 13 settembre 1996 | Spacewatch                                                |
| 310302 - | 2011 UX95                | 25 aprile 2000    | Spacewatch                                                |
| 310303 - | 2011 UN103               | 19 settembre 1973 | van Houten, C. J., van Houten-Groeneveld, I., Gehrels, T. |
| 310304 - | 2011 UM105               | 4 marzo 2005      | Mt. Lemmon Survey                                         |
| 310305 - | 2011 UY105               | 24 settembre 1995 | Spacewatch                                                |
| 310306 - | 2011 UE107               | 1º novembre 2000  | LINEAR                                                    |
| 310307 - | 2011 UD108               | 3 ottobre 2002    | LINEAR                                                    |
| 310308 - | 2011 UH112               | 2 dicembre 2008   | Spacewatch                                                |
| 310309 - | 2011 UT112               | 24 aprile 2009    | Mt. Lemmon Survey                                         |
| 310310 - | 2011 UO113               | 19 ottobre 2007   | CSS                                                       |
| 310311 - | 2011 UD114               | 13 settembre 2007 | Mt. Lemmon Survey                                         |
| 310312 - | 2011 UZ121               | 9 febbraio 2008   | Mt. Lemmon Survey                                         |
| 310313 - | 2011 UD125               | 8 settembre 2004  | LINEAR                                                    |
| 310314 - | 2011 UG127               | 10 marzo 2003     | LONEOS                                                    |
| 310315 - | 2011 UN127               | 28 ottobre 2005   | CSS                                                       |
| 310316 - | 2011 UQ131               | 20 novembre 2004  | Spacewatch                                                |
| 310317 - | 2011 UN134               | 9 novembre 2007   | Spacewatch                                                |
| 310318 - | 2011 UP134               | 17 settembre 2006 | LONEOS                                                    |
| 310319 - | 2011 UC141               | 28 maggio 2000    | LINEAR                                                    |
| 310320 - | 2011 UO149               | 23 ottobre 1997   | Spacewatch                                                |
| 310321 - | 2011 UW157               | 9 febbraio 2005   | Spacewatch                                                |
| 310322 - | 2011 UP160               | 4 ottobre 2005    | CSS                                                       |
| 310323 - | 2011 UW160               | 16 aprile 2005    | Spacewatch                                                |
| 310324 - | 2011 UD161               | 25 aprile 2003    | Spacewatch                                                |
| 310325 - | 2011 UT161               | 5 settembre 2002  | LINEAR                                                    |
| 310326 - | 2011 UO164               | 10 febbraio 2002  | LINEAR                                                    |
| 310327 - | 2011 UX177               | 9 ottobre 2004    | Spacewatch                                                |
| 310328 - | 2011 UA178               | 16 novembre 2000  | Spacewatch                                                |
| 310329 - | 2011 UW178               | 18 settembre 2006 | CSS                                                       |
| 310330 - | 2011 UJ180               | 12 maggio 2004    | Siding Spring Survey                                      |
| 310331 - | 2011 UQ180               | 1º febbraio 2000  | Spacewatch                                                |
| 310332 - | 2011 UP181               | 13 agosto 2002    | NEAT                                                      |
| 310333 - | 2011 UO182               | 9 ottobre 2004    | LONEOS                                                    |
| 310334 - | 2011 UL183               | 3 maggio 2009     | Spacewatch                                                |
| 310335 - | 2011 UT191               | 2 febbraio 2006   | Spacewatch                                                |
| 310336 - | 2011 UZ195               | 21 luglio 2004    | Siding Spring Survey                                      |
| 310337 - | 2011 UC197               | 25 settembre 2005 | CSS                                                       |
| 310338 - | 2011 UW200               | 11 agosto 1997    | Spacewatch                                                |
| 310339 - | 2011 UZ200               | 10 settembre 2007 | CSS                                                       |
| 310340 - | 2011 UJ202               | 30 aprile 2004    | Spacewatch                                                |
| 310341 - | 2011 UJ206               | 30 aprile 2005    | Spacewatch                                                |
| 310342 - | 2011 UW206               | 30 settembre 2005 | Boattini, A.                                              |
| 310343 - | 2011 UU216               | 24 giugno 1997    | ODAS                                                      |
| 310344 - | 2011 UP239               | 9 agosto 2007     | Spacewatch                                                |
| 310345 - | 2011 UV241               | 30 settembre 2005 | LONEOS                                                    |
| 310346 - | 2011 UL244               | 14 settembre 2002 | NEAT                                                      |
| 310347 - | 2011 UL245               | 4 dicembre 2000   | NEAT                                                      |
| 310348 - | 2011 UQ247               | 22 settembre 2000 | Spacewatch                                                |
| 310349 - | 2011 UQ249               | 8 agosto 2002     | NEAT                                                      |
| 310350 - | 2011 UY250               | 16 novembre 2006  | Spacewatch                                                |
| 310351 - | 2011 UL254               | 3 novembre 2000   | Spacewatch                                                |
| 310352 - | 2011 UW254               | 11 novembre 2007  | Mt. Lemmon Survey                                         |
| 310353 - | 2011 UQ257               | 15 settembre 2006 | Spacewatch                                                |
| 310354 - | 2011 UD259               | 2 ottobre 2002    | Kvistaberg                                                |
| 310355 - | 2011 UY263               | 4 maggio 2005     | Spacewatch                                                |
| 310356 - | 2011 UM264               | 8 agosto 2007     | LINEAR                                                    |
| 310357 - | 2011 UE266               | 8 ottobre 2005    | Healy, D.                                                 |
| 310358 - | 2011 UH270               | 24 maggio 2006    | Mt. Lemmon Survey                                         |
| 310359 - | 2011 UQ274               | 30 settembre 2005 | LONEOS                                                    |
| 310360 - | 2011 UL280               | 25 novembre 2006  | Mt. Lemmon Survey                                         |
| 310361 - | 2011 UE281               | 22 gennaio 1998   | Spacewatch                                                |
| 310362 - | 2011 UE288               | 13 novembre 1998  | ODAS                                                      |
| 310363 - | 2011 UX334               | 14 aprile 2010    | Mt. Lemmon Survey                                         |
| 310364 - | 2011 UH335               | 9 febbraio 2005   | Mt. Lemmon Survey                                         |
| 310365 - | 2011 UN335               | 19 dicembre 2003  | LINEAR                                                    |
| 310366 - | 2011 UQ335               | 26 marzo 2003     | NEAT                                                      |
| 310367 - | 2011 UT335               | 21 ottobre 1995   | Spacewatch                                                |
| 310368 - | 2011 UQ336               | 16 febbraio 2004  | Spacewatch                                                |
| 310369 - | 2011 UE337               | 17 ottobre 2006   | CSS                                                       |
| 310370 - | 2011 UF337               | 1º ottobre 2000   | LINEAR                                                    |
| 310371 - | 2011 UM337               | 11 ottobre 2001   | NEAT                                                      |
| 310372 - | 2011 UM338               | 16 luglio 2002    | NEAT                                                      |
| 310373 - | 2718 P-L                 | 24 settembre 1960 | van Houten, C. J., van Houten-Groeneveld, I., Gehrels, T. |
| 310374 - | 1046 T-2                 | 29 settembre 1973 | van Houten, C. J., van Houten-Groeneveld, I., Gehrels, T. |
| 310375 - | 2639 T-3                 | 16 ottobre 1977   | van Houten, C. J., van Houten-Groeneveld, I., Gehrels, T. |
| 310376 - | 3318 T-3                 | 16 ottobre 1977   | van Houten, C. J., van Houten-Groeneveld, I., Gehrels, T. |
| 310377 - | 1993 UK5                 | 20 ottobre 1993   | Elst, E. W.                                               |
| 310378 - | 1994 EM8                 | 6 marzo 1994      | Spacewatch                                                |
| 310379 - | 1994 NZ                  | 4 luglio 1994     | Helin, E. F.                                              |
| 310380 - | 1994 RS8                 | 12 settembre 1994 | Spacewatch                                                |
| 310381 - | 1994 SV5                 | 28 settembre 1994 | Spacewatch                                                |
| 310382 - | 1995 QD6                 | 22 agosto 1995    | Spacewatch                                                |
| 310383 - | 1995 SM                  | 17 settembre 1995 | Wolf, M.                                                  |
| 310384 - | 1995 SQ21                | 19 settembre 1995 | Spacewatch                                                |
| 310385 - | 1995 SH43                | 25 settembre 1995 | Spacewatch                                                |
| 310386 - | 1996 XC4                 | 4 dicembre 1996   | Spacewatch                                                |
| 310387 - | 1997 WT11                | 22 novembre 1997  | Spacewatch                                                |
| 310388 - | 1997 YY15                | 29 dicembre 1997  | Spacewatch                                                |
| 310389 - | 1998 DO19                | 24 febbraio 1998  | Spacewatch                                                |
| 310390 - | 1998 HC2                 | 17 aprile 1998    | Galad, A., Pravda, A.                                     |
| 310391 - | 1998 HK156               | 21 aprile 1998    | LINEAR                                                    |
| 310392 - | 1998 MU16                | 27 giugno 1998    | Spacewatch                                                |
| 310393 - | 1998 RU3                 | 14 settembre 1998 | LINEAR                                                    |
| 310394 - | 1998 RO47                | 14 settembre 1998 | LINEAR                                                    |
| 310395 - | 1998 TM15                | 14 ottobre 1998   | ODAS                                                      |
| 310396 - | 1998 VS40                | 14 novembre 1998  | Spacewatch                                                |
| 310397 - | 1998 WF37                | 15 novembre 1998  | Spacewatch                                                |
| 310398 - | 1999 AA3                 | 9 gennaio 1999    | Spacewatch                                                |
| 310399 - | 1999 CC7                 | 10 febbraio 1999  | LINEAR                                                    |
| 310400 - | 1999 CW29                | 10 febbraio 1999  | LINEAR                                                    |

## 310401-310500
| Nome     | Designazione provvisoria | Data di scoperta  | Scopritore             |
| -------- | ------------------------ | ----------------- | ---------------------- |
| 310401 - | 1999 CW79                | 12 febbraio 1999  | LINEAR                 |
| 310402 - | 1999 EE5                 | 15 marzo 1999     | LINEAR                 |
| 310403 - | 1999 LF                  | 4 giugno 1999     | CSS                    |
| 310404 - | 1999 RL1                 | 5 settembre 1999  | CSS                    |
| 310405 - | 1999 RR37                | 10 settembre 1999 | Spacewatch             |
| 310406 - | 1999 RL198               | 9 settembre 1999  | LINEAR                 |
| 310407 - | 1999 ST22                | 30 settembre 1999 | CSS                    |
| 310408 - | 1999 TG43                | 3 ottobre 1999    | Spacewatch             |
| 310409 - | 1999 TG78                | 11 ottobre 1999   | Spacewatch             |
| 310410 - | 1999 TO80                | 11 ottobre 1999   | Spacewatch             |
| 310411 - | 1999 TO125               | 4 ottobre 1999    | LINEAR                 |
| 310412 - | 1999 TE129               | 6 ottobre 1999    | LINEAR                 |
| 310413 - | 1999 TN150               | 7 ottobre 1999    | LINEAR                 |
| 310414 - | 1999 TS150               | 7 ottobre 1999    | LINEAR                 |
| 310415 - | 1999 TW175               | 10 ottobre 1999   | LINEAR                 |
| 310416 - | 1999 TT202               | 13 ottobre 1999   | LINEAR                 |
| 310417 - | 1999 TK293               | 12 ottobre 1999   | LINEAR                 |
| 310418 - | 1999 UX28                | 31 ottobre 1999   | Spacewatch             |
| 310419 - | 1999 UO33                | 31 ottobre 1999   | Spacewatch             |
| 310420 - | 1999 VV3                 | 1º novembre 1999  | Spacewatch             |
| 310421 - | 1999 VD80                | 4 novembre 1999   | LINEAR                 |
| 310422 - | 1999 VK98                | 29 ottobre 1999   | Spacewatch             |
| 310423 - | 1999 VA104               | 9 novembre 1999   | LINEAR                 |
| 310424 - | 1999 VX120               | 4 novembre 1999   | Spacewatch             |
| 310425 - | 1999 VV135               | 9 novembre 1999   | LINEAR                 |
| 310426 - | 1999 VU154               | 12 novembre 1999  | Spacewatch             |
| 310427 - | 1999 VA186               | 15 novembre 1999  | LINEAR                 |
| 310428 - | 1999 WV18                | 30 novembre 1999  | Spacewatch             |
| 310429 - | 1999 XP19                | 5 dicembre 1999   | LINEAR                 |
| 310430 - | 1999 XK139               | 2 dicembre 1999   | Spacewatch             |
| 310431 - | 1999 XT218               | 15 dicembre 1999  | Spacewatch             |
| 310432 - | 1999 XN226               | 14 dicembre 1999  | Spacewatch             |
| 310433 - | 2000 AH1                 | 13 gennaio 2000   | Spacewatch             |
| 310434 - | 2000 AP146               | 7 gennaio 2000    | LINEAR                 |
| 310435 - | 2000 AV156               | 3 gennaio 2000    | LINEAR                 |
| 310436 - | 2000 AB169               | 7 gennaio 2000    | LINEAR                 |
| 310437 - | 2000 AZ206               | 3 gennaio 2000    | Spacewatch             |
| 310438 - | 2000 AS234               | 5 gennaio 2000    | LINEAR                 |
| 310439 - | 2000 AT253               | 7 gennaio 2000    | Spacewatch             |
| 310440 - | 2000 BL2                 | 25 gennaio 2000   | LINEAR                 |
| 310441 - | 2000 BH34                | 30 gennaio 2000   | CSS                    |
| 310442 - | 2000 CH59                | 6 febbraio 2000   | LINEAR                 |
| 310443 - | 2000 CF111               | 6 febbraio 2000   | Buie, M. W.            |
| 310444 - | 2000 DV32                | 29 febbraio 2000  | LINEAR                 |
| 310445 - | 2000 DH100               | 29 febbraio 2000  | LINEAR                 |
| 310446 - | 2000 GR163               | 10 aprile 2000    | NEAT                   |
| 310447 - | 2000 HL59                | 25 aprile 2000    | LONEOS                 |
| 310448 - | 2000 JS9                 | 3 maggio 2000     | LINEAR                 |
| 310449 - | 2000 LC3                 | 4 giugno 2000     | Kornos, L., Koleny, P. |
| 310450 - | 2000 LV29                | 5 giugno 2000     | Spacewatch             |
| 310451 - | 2000 PT27                | 9 agosto 2000     | LINEAR                 |
| 310452 - | 2000 QT6                 | 23 agosto 2000    | Broughton, J.          |
| 310453 - | 2000 QX20                | 24 agosto 2000    | LINEAR                 |
| 310454 - | 2000 QQ41                | 24 agosto 2000    | LINEAR                 |
| 310455 - | 2000 QR43                | 24 agosto 2000    | LINEAR                 |
| 310456 - | 2000 QM147               | 26 agosto 2000    | LINEAR                 |
| 310457 - | 2000 QU147               | 31 agosto 2000    | LINEAR                 |
| 310458 - | 2000 QA180               | 28 agosto 2000    | LINEAR                 |
| 310459 - | 2000 QS216               | 31 agosto 2000    | LINEAR                 |
| 310460 - | 2000 QA228               | 31 agosto 2000    | LINEAR                 |
| 310461 - | 2000 QD228               | 31 agosto 2000    | LINEAR                 |
| 310462 - | 2000 QW254               | 20 agosto 2000    | Spacewatch             |
| 310463 - | 2000 RE40                | 3 settembre 2000  | LINEAR                 |
| 310464 - | 2000 SF                  | 18 settembre 2000 | LINEAR                 |
| 310465 - | 2000 ST9                 | 23 settembre 2000 | LINEAR                 |
| 310466 - | 2000 ST12                | 20 settembre 2000 | LINEAR                 |
| 310467 - | 2000 SB24                | 24 settembre 2000 | LINEAR                 |
| 310468 - | 2000 SK51                | 23 settembre 2000 | LINEAR                 |
| 310469 - | 2000 SV53                | 24 settembre 2000 | LINEAR                 |
| 310470 - | 2000 SX86                | 24 settembre 2000 | LINEAR                 |
| 310471 - | 2000 SS102               | 24 settembre 2000 | LINEAR                 |
| 310472 - | 2000 SA129               | 25 settembre 2000 | LINEAR                 |
| 310473 - | 2000 SA133               | 23 settembre 2000 | LINEAR                 |
| 310474 - | 2000 SL133               | 23 settembre 2000 | LINEAR                 |
| 310475 - | 2000 SV167               | 23 settembre 2000 | LINEAR                 |
| 310476 - | 2000 SU168               | 23 settembre 2000 | LINEAR                 |
| 310477 - | 2000 SG211               | 25 settembre 2000 | LINEAR                 |
| 310478 - | 2000 SY242               | 24 settembre 2000 | LINEAR                 |
| 310479 - | 2000 SK245               | 24 settembre 2000 | LINEAR                 |
| 310480 - | 2000 SB246               | 24 settembre 2000 | LINEAR                 |
| 310481 - | 2000 SA248               | 21 settembre 2000 | LONEOS                 |
| 310482 - | 2000 SX280               | 26 settembre 2000 | LINEAR                 |
| 310483 - | 2000 SZ289               | 27 settembre 2000 | LINEAR                 |
| 310484 - | 2000 SZ302               | 28 settembre 2000 | LINEAR                 |
| 310485 - | 2000 SD344               | 22 settembre 2000 | NEAT                   |
| 310486 - | 2000 SB361               | 23 settembre 2000 | LONEOS                 |
| 310487 - | 2000 SB362               | 23 settembre 2000 | LONEOS                 |
| 310488 - | 2000 TV30                | 3 ottobre 2000    | Spacewatch             |
| 310489 - | 2000 TD62                | 2 ottobre 2000    | LONEOS                 |
| 310490 - | 2000 UR1                 | 19 ottobre 2000   | Spacewatch             |
| 310491 - | 2000 UT12                | 25 ottobre 2000   | LINEAR                 |
| 310492 - | 2000 UK26                | 24 ottobre 2000   | LINEAR                 |
| 310493 - | 2000 UZ30                | 29 ottobre 2000   | Spacewatch             |
| 310494 - | 2000 UC34                | 24 ottobre 2000   | LINEAR                 |
| 310495 - | 2000 UD36                | 24 ottobre 2000   | LINEAR                 |
| 310496 - | 2000 UY72                | 25 ottobre 2000   | LINEAR                 |
| 310497 - | 2000 UJ83                | 30 ottobre 2000   | LINEAR                 |
| 310498 - | 2000 UJ93                | 25 ottobre 2000   | LINEAR                 |
| 310499 - | 2000 UV114               | 25 ottobre 2000   | LINEAR                 |
| 310500 - | 2000 VM21                | 1º novembre 2000  | LINEAR                 |

## 310501-310600
| Nome     | Designazione provvisoria | Data di scoperta  | Scopritore              |
| -------- | ------------------------ | ----------------- | ----------------------- |
| 310501 - | 2000 VG56                | 3 novembre 2000   | LINEAR                  |
| 310502 - | 2000 WN7                 | 20 novembre 2000  | LINEAR                  |
| 310503 - | 2000 WZ15                | 21 novembre 2000  | LINEAR                  |
| 310504 - | 2000 WN16                | 21 novembre 2000  | LINEAR                  |
| 310505 - | 2000 WA17                | 21 novembre 2000  | LINEAR                  |
| 310506 - | 2000 WL27                | 25 novembre 2000  | Spacewatch              |
| 310507 - | 2000 WU56                | 21 novembre 2000  | LINEAR                  |
| 310508 - | 2000 WP75                | 20 novembre 2000  | LINEAR                  |
| 310509 - | 2000 WF102               | 26 novembre 2000  | LINEAR                  |
| 310510 - | 2000 WV112               | 20 novembre 2000  | LINEAR                  |
| 310511 - | 2000 WG147               | 29 novembre 2000  | NEAT                    |
| 310512 - | 2000 WL148               | 29 novembre 2000  | Spacewatch              |
| 310513 - | 2000 WF174               | 26 novembre 2000  | LINEAR                  |
| 310514 - | 2000 XK15                | 5 dicembre 2000   | Jeon, Y.-B., Lee, B.-C. |
| 310515 - | 2000 XS18                | 4 dicembre 2000   | LINEAR                  |
| 310516 - | 2000 XW22                | 4 dicembre 2000   | LINEAR                  |
| 310517 - | 2000 XS48                | 4 dicembre 2000   | LINEAR                  |
| 310518 - | 2000 YF13                | 21 dicembre 2000  | Spacewatch              |
| 310519 - | 2000 YW32                | 30 dicembre 2000  | LINEAR                  |
| 310520 - | 2000 YH38                | 30 dicembre 2000  | LINEAR                  |
| 310521 - | 2000 YC57                | 30 dicembre 2000  | LINEAR                  |
| 310522 - | 2000 YS66                | 30 dicembre 2000  | LINEAR                  |
| 310523 - | 2000 YA115               | 30 dicembre 2000  | LINEAR                  |
| 310524 - | 2000 YZ127               | 29 dicembre 2000  | Spacewatch              |
| 310525 - | 2000 YY128               | 29 dicembre 2000  | NEAT                    |
| 310526 - | 2000 YW133               | 31 dicembre 2000  | Spacewatch              |
| 310527 - | 2001 AP1                 | 2 gennaio 2001    | LINEAR                  |
| 310528 - | 2001 AB6                 | 2 gennaio 2001    | LINEAR                  |
| 310529 - | 2001 BO7                 | 19 gennaio 2001   | LINEAR                  |
| 310530 - | 2001 BD8                 | 19 gennaio 2001   | LINEAR                  |
| 310531 - | 2001 BC11                | 16 gennaio 2001   | NEAT                    |
| 310532 - | 2001 BB18                | 19 gennaio 2001   | LINEAR                  |
| 310533 - | 2001 BN33                | 20 gennaio 2001   | LINEAR                  |
| 310534 - | 2001 BC35                | 20 gennaio 2001   | LINEAR                  |
| 310535 - | 2001 BJ43                | 19 gennaio 2001   | LINEAR                  |
| 310536 - | 2001 BT50                | 27 gennaio 2001   | Kusnirak, P.            |
| 310537 - | 2001 BN52                | 17 gennaio 2001   | Spacewatch              |
| 310538 - | 2001 BG83                | 18 gennaio 2001   | LINEAR                  |
| 310539 - | 2001 CH22                | 1º febbraio 2001  | LONEOS                  |
| 310540 - | 2001 CC28                | 2 febbraio 2001   | LONEOS                  |
| 310541 - | 2001 DT3                 | 16 febbraio 2001  | LINEAR                  |
| 310542 - | 2001 DW25                | 17 febbraio 2001  | LINEAR                  |
| 310543 - | 2001 DX25                | 17 febbraio 2001  | LINEAR                  |
| 310544 - | 2001 DF66                | 19 febbraio 2001  | LINEAR                  |
| 310545 - | 2001 DF97                | 17 febbraio 2001  | LINEAR                  |
| 310546 - | 2001 DE109               | 21 febbraio 2001  | Spacewatch              |
| 310547 - | 2001 EX5                 | 2 marzo 2001      | LONEOS                  |
| 310548 - | 2001 EW8                 | 2 marzo 2001      | LONEOS                  |
| 310549 - | 2001 EF17                | 14 marzo 2001     | LINEAR                  |
| 310550 - | 2001 FY151               | 24 marzo 2001     | NEAT                    |
| 310551 - | 2001 FC179               | 20 marzo 2001     | LONEOS                  |
| 310552 - | 2001 OT42                | 22 luglio 2001    | NEAT                    |
| 310553 - | 2001 OY42                | 22 luglio 2001    | NEAT                    |
| 310554 - | 2001 PA19                | 10 agosto 2001    | NEAT                    |
| 310555 - | 2001 PU33                | 10 agosto 2001    | NEAT                    |
| 310556 - | 2001 PW36                | 11 agosto 2001    | NEAT                    |
| 310557 - | 2001 PJ40                | 11 agosto 2001    | NEAT                    |
| 310558 - | 2001 PL65                | 12 agosto 2001    | NEAT                    |
| 310559 - | 2001 QN132               | 20 agosto 2001    | LINEAR                  |
| 310560 - | 2001 QL142               | 24 agosto 2001    | LONEOS                  |
| 310561 - | 2001 QQ230               | 24 agosto 2001    | LONEOS                  |
| 310562 - | 2001 RC15                | 10 settembre 2001 | LINEAR                  |
| 310563 - | 2001 RO56                | 12 settembre 2001 | LINEAR                  |
| 310564 - | 2001 RJ121               | 12 settembre 2001 | LINEAR                  |
| 310565 - | 2001 RU137               | 12 settembre 2001 | LINEAR                  |
| 310566 - | 2001 SO11                | 16 settembre 2001 | LINEAR                  |
| 310567 - | 2001 SD67                | 17 settembre 2001 | LINEAR                  |
| 310568 - | 2001 SO78                | 19 settembre 2001 | LINEAR                  |
| 310569 - | 2001 SD97                | 20 settembre 2001 | LINEAR                  |
| 310570 - | 2001 SR141               | 16 settembre 2001 | LINEAR                  |
| 310571 - | 2001 SB147               | 16 settembre 2001 | LINEAR                  |
| 310572 - | 2001 SS209               | 19 settembre 2001 | LINEAR                  |
| 310573 - | 2001 ST228               | 19 settembre 2001 | LINEAR                  |
| 310574 - | 2001 SH262               | 19 settembre 2001 | LINEAR                  |
| 310575 - | 2001 SZ332               | 19 settembre 2001 | LINEAR                  |
| 310576 - | 2001 SY341               | 21 settembre 2001 | NEAT                    |
| 310577 - | 2001 TX32                | 14 ottobre 2001   | LINEAR                  |
| 310578 - | 2001 TT36                | 14 ottobre 2001   | LINEAR                  |
| 310579 - | 2001 TL89                | 14 ottobre 2001   | LINEAR                  |
| 310580 - | 2001 TX134               | 13 ottobre 2001   | NEAT                    |
| 310581 - | 2001 TY202               | 11 ottobre 2001   | LINEAR                  |
| 310582 - | 2001 TP235               | 15 ottobre 2001   | NEAT                    |
| 310583 - | 2001 TO257               | 10 ottobre 2001   | NEAT                    |
| 310584 - | 2001 TM261               | 10 ottobre 2001   | NEAT                    |
| 310585 - | 2001 UU20                | 18 ottobre 2001   | NEAT                    |
| 310586 - | 2001 UH100               | 17 ottobre 2001   | LINEAR                  |
| 310587 - | 2001 US103               | 20 ottobre 2001   | LINEAR                  |
| 310588 - | 2001 UZ117               | 22 ottobre 2001   | LINEAR                  |
| 310589 - | 2001 UM187               | 17 ottobre 2001   | NEAT                    |
| 310590 - | 2001 UE212               | 21 ottobre 2001   | LINEAR                  |
| 310591 - | 2001 UE229               | 16 ottobre 2001   | NEAT                    |
| 310592 - | 2001 VM10                | 10 novembre 2001  | LINEAR                  |
| 310593 - | 2001 VS67                | 10 novembre 2001  | LINEAR                  |
| 310594 - | 2001 VT82                | 10 novembre 2001  | LINEAR                  |
| 310595 - | 2001 VQ101               | 12 novembre 2001  | LINEAR                  |
| 310596 - | 2001 WE3                 | 16 novembre 2001  | Spacewatch              |
| 310597 - | 2001 WE4                 | 18 novembre 2001  | BATTeRS                 |
| 310598 - | 2001 WV32                | 17 novembre 2001  | LINEAR                  |
| 310599 - | 2001 WT45                | 19 novembre 2001  | LINEAR                  |
| 310600 - | 2001 WK77                | 20 novembre 2001  | LINEAR                  |

## 310601-310700
| Nome                  | Designazione provvisoria | Data di scoperta | Scopritore                  |
| --------------------- | ------------------------ | ---------------- | --------------------------- |
| 310601 -              | 2001 XS3                 | 9 dicembre 2001  | LINEAR                      |
| 310602 -              | 2001 XG14                | 9 dicembre 2001  | LINEAR                      |
| 310603 -              | 2001 XZ21                | 9 dicembre 2001  | LINEAR                      |
| 310604 -              | 2001 XJ128               | 14 dicembre 2001 | LINEAR                      |
| 310605 -              | 2001 XF135               | 14 dicembre 2001 | LINEAR                      |
| 310606 -              | 2001 XH168               | 14 dicembre 2001 | LINEAR                      |
| 310607 -              | 2001 XW169               | 14 dicembre 2001 | LINEAR                      |
| 310608 -              | 2001 XB201               | 15 dicembre 2001 | LINEAR                      |
| 310609 -              | 2001 XZ224               | 15 dicembre 2001 | LINEAR                      |
| 310610 -              | 2001 XK240               | 15 dicembre 2001 | LINEAR                      |
| 310611 -              | 2001 YU20                | 18 dicembre 2001 | LINEAR                      |
| 310612 -              | 2001 YD58                | 18 dicembre 2001 | LINEAR                      |
| 310613 -              | 2001 YC141               | 17 dicembre 2001 | LINEAR                      |
| 310614 -              | 2001 YG156               | 20 dicembre 2001 | NEAT                        |
| 310615 -              | 2001 YA158               | 18 dicembre 2001 | Sloan Digital Sky Survey    |
| 310616 -              | 2002 AX                  | 5 gennaio 2002   | Spacewatch                  |
| 310617 -              | 2002 AY25                | 8 gennaio 2002   | Spacewatch                  |
| 310618 -              | 2002 AN52                | 9 gennaio 2002   | LINEAR                      |
| 310619 -              | 2002 AB55                | 9 gennaio 2002   | LINEAR                      |
| 310620 -              | 2002 AT93                | 8 gennaio 2002   | LINEAR                      |
| 310621 -              | 2002 AN96                | 8 gennaio 2002   | LINEAR                      |
| 310622 -              | 2002 AL109               | 9 gennaio 2002   | LINEAR                      |
| 310623 -              | 2002 AP129               | 14 gennaio 2002  | LINEAR                      |
| 310624 -              | 2002 AN137               | 9 gennaio 2002   | LINEAR                      |
| 310625 -              | 2002 AU142               | 13 gennaio 2002  | LINEAR                      |
| 310626 -              | 2002 AG172               | 14 gennaio 2002  | LINEAR                      |
| 310627 -              | 2002 AS173               | 14 gennaio 2002  | LINEAR                      |
| 310628 -              | 2002 AL203               | 8 gennaio 2002   | Spacewatch                  |
| 310629 -              | 2002 AV209               | 13 gennaio 2002  | Spacewatch                  |
| 310630 -              | 2002 BH19                | 21 gennaio 2002  | LINEAR                      |
| 310631 -              | 2002 CP21                | 5 febbraio 2002  | NEAT                        |
| 310632 -              | 2002 CR64                | 6 febbraio 2002  | LINEAR                      |
| 310633 -              | 2002 CP128               | 19 gennaio 2002  | LINEAR                      |
| 310634 -              | 2002 CF156               | 6 febbraio 2002  | LINEAR                      |
| 310635 -              | 2002 CE160               | 8 febbraio 2002  | LINEAR                      |
| 310636 -              | 2002 CA164               | 8 febbraio 2002  | LINEAR                      |
| 310637 -              | 2002 CN165               | 8 febbraio 2002  | LINEAR                      |
| 310638 -              | 2002 CS172               | 8 febbraio 2002  | LINEAR                      |
| 310639 -              | 2002 CE173               | 8 febbraio 2002  | LINEAR                      |
| 310640 -              | 2002 CP195               | 10 febbraio 2002 | LINEAR                      |
| 310641 -              | 2002 CZ206               | 10 febbraio 2002 | LINEAR                      |
| 310642 -              | 2002 CC221               | 10 febbraio 2002 | LINEAR                      |
| 310643 -              | 2002 CY221               | 11 febbraio 2002 | LINEAR                      |
| 310644 -              | 2002 CN229               | 8 febbraio 2002  | Spacewatch                  |
| 310645 -              | 2002 CV229               | 10 febbraio 2002 | Spacewatch                  |
| 310646 -              | 2002 CW235               | 13 febbraio 2002 | LINEAR                      |
| 310647 -              | 2002 CM273               | 8 febbraio 2002  | Buie, M. W.                 |
| 310648 -              | 2002 CA276               | 9 febbraio 2002  | Spacewatch                  |
| 310649 -              | 2002 CJ296               | 10 febbraio 2002 | LINEAR                      |
| 310650 -              | 2002 CR310               | 7 febbraio 2002  | NEAT                        |
| 310651 -              | 2002 CF311               | 10 febbraio 2002 | LINEAR                      |
| 310652 Hansjörgdittus | 2002 CX316               | 10 gennaio 2002  | ADAS                        |
| 310653 -              | 2002 DM1                 | 18 febbraio 2002 | Asiago-DLR Asteroid Survey  |
| 310654 -              | 2002 DU13                | 16 febbraio 2002 | NEAT                        |
| 310655 -              | 2002 DK20                | 17 ottobre 2010  | Mt. Lemmon Survey           |
| 310656 -              | 2002 EO1                 | 6 marzo 2002     | NEAT                        |
| 310657 -              | 2002 EA4                 | 10 marzo 2002    | Asiago-DLR Asteroid Survey  |
| 310658 -              | 2002 EK43                | 12 marzo 2002    | LINEAR                      |
| 310659 -              | 2002 EU56                | 13 marzo 2002    | LINEAR                      |
| 310660 -              | 2002 ET63                | 13 marzo 2002    | LINEAR                      |
| 310661 -              | 2002 EJ98                | 12 marzo 2002    | LINEAR                      |
| 310662 -              | 2002 EM105               | 9 marzo 2002     | Spacewatch                  |
| 310663 -              | 2002 EH106               | 9 marzo 2002     | LONEOS                      |
| 310664 -              | 2002 EZ106               | 9 marzo 2002     | LONEOS                      |
| 310665 -              | 2002 EC119               | 10 marzo 2002    | LONEOS                      |
| 310666 -              | 2002 EW124               | 12 marzo 2002    | NEAT                        |
| 310667 -              | 2002 EV135               | 14 marzo 2002    | NEAT                        |
| 310668 -              | 2002 EQ140               | 12 marzo 2002    | NEAT                        |
| 310669 -              | 2002 ES160               | 11 marzo 2002    | NEAT                        |
| 310670 -              | 2002 EY162               | 10 marzo 2002    | NEAT                        |
| 310671 -              | 2002 FJ6                 | 21 marzo 2002    | LINEAR                      |
| 310672 -              | 2002 FL6                 | 21 marzo 2002    | LINEAR                      |
| 310673 -              | 2002 FN13                | 16 marzo 2002    | LINEAR                      |
| 310674 -              | 2002 FM28                | 20 marzo 2002    | LINEAR                      |
| 310675 -              | 2002 FH31                | 20 marzo 2002    | Buie, M. W.                 |
| 310676 -              | 2002 FO34                | 20 marzo 2002    | LONEOS                      |
| 310677 -              | 2002 FE41                | 16 marzo 2002    | Uppsala-DLR Asteroid Survey |
| 310678 -              | 2002 GV4                 | 10 aprile 2002   | NEAT                        |
| 310679 -              | 2002 GF5                 | 10 aprile 2002   | LINEAR                      |
| 310680 -              | 2002 GA7                 | 12 aprile 2002   | Yeung, W. K. Y.             |
| 310681 -              | 2002 GY26                | 15 aprile 2002   | NEAT                        |
| 310682 -              | 2002 GC37                | 2 aprile 2002    | NEAT                        |
| 310683 -              | 2002 GA53                | 5 aprile 2002    | LONEOS                      |
| 310684 -              | 2002 GW86                | 10 aprile 2002   | LINEAR                      |
| 310685 -              | 2002 GX86                | 10 aprile 2002   | LINEAR                      |
| 310686 -              | 2002 GQ105               | 11 aprile 2002   | LONEOS                      |
| 310687 -              | 2002 GA110               | 9 aprile 2002    | Uppsala-DLR Asteroid Survey |
| 310688 -              | 2002 GN110               | 10 aprile 2002   | LINEAR                      |
| 310689 -              | 2002 GF114               | 11 aprile 2002   | LINEAR                      |
| 310690 -              | 2002 GP127               | 12 aprile 2002   | LINEAR                      |
| 310691 -              | 2002 GS142               | 13 aprile 2002   | NEAT                        |
| 310692 -              | 2002 GM147               | 13 aprile 2002   | NEAT                        |
| 310693 -              | 2002 GX150               | 14 aprile 2002   | NEAT                        |
| 310694 -              | 2002 GD171               | 10 aprile 2002   | LINEAR                      |
| 310695 -              | 2002 GP174               | 11 aprile 2002   | LINEAR                      |
| 310696 -              | 2002 GZ183               | 9 aprile 2002    | NEAT                        |
| 310697 -              | 2002 HZ13                | 22 aprile 2002   | LINEAR                      |
| 310698 -              | 2002 JH4                 | 5 maggio 2002    | LINEAR                      |
| 310699 -              | 2002 JU4                 | 5 maggio 2002    | LINEAR                      |
| 310700 -              | 2002 JN10                | 6 maggio 2002    | LINEAR                      |

## 310701-310800
| Nome     | Designazione provvisoria | Data di scoperta  | Scopritore             |
| -------- | ------------------------ | ----------------- | ---------------------- |
| 310701 - | 2002 JB37                | 9 maggio 2002     | LONEOS                 |
| 310702 - | 2002 JN73                | 8 maggio 2002     | LINEAR                 |
| 310703 - | 2002 JL116               | 3 maggio 2002     | NEAT                   |
| 310704 - | 2002 JV117               | 4 maggio 2002     | LONEOS                 |
| 310705 - | 2002 JK119               | 5 maggio 2002     | LONEOS                 |
| 310706 - | 2002 JP122               | 6 maggio 2002     | LINEAR                 |
| 310707 - | 2002 LN31                | 6 giugno 2002     | LINEAR                 |
| 310708 - | 2002 LO63                | 12 giugno 2002    | NEAT                   |
| 310709 - | 2002 LT64                | 29 agosto 2006    | CSS                    |
| 310710 - | 2002 LV64                | 13 gennaio 2005   | Spacewatch             |
| 310711 - | 2002 MM7                 | 18 dicembre 2003  | Spacewatch             |
| 310712 - | 2002 NY27                | 13 luglio 2002    | LINEAR                 |
| 310713 - | 2002 NG39                | 13 luglio 2002    | LINEAR                 |
| 310714 - | 2002 NV50                | 14 luglio 2002    | LINEAR                 |
| 310715 - | 2002 NQ59                | 4 luglio 2002     | NEAT                   |
| 310716 - | 2002 NS61                | 12 luglio 2002    | NEAT                   |
| 310717 - | 2002 NR71                | 9 luglio 2002     | NEAT                   |
| 310718 - | 2002 NF72                | 12 luglio 2002    | NEAT                   |
| 310719 - | 2002 NY72                | 8 luglio 2002     | NEAT                   |
| 310720 - | 2002 NS73                | 12 luglio 2002    | NEAT                   |
| 310721 - | 2002 NL74                | 5 luglio 2002     | NEAT                   |
| 310722 - | 2002 OA10                | 21 luglio 2002    | NEAT                   |
| 310723 - | 2002 OA26                | 18 luglio 2002    | NEAT                   |
| 310724 - | 2002 OC28                | 22 luglio 2002    | NEAT                   |
| 310725 - | 2002 PS24                | 6 agosto 2002     | NEAT                   |
| 310726 - | 2002 PE36                | 6 agosto 2002     | NEAT                   |
| 310727 - | 2002 PG36                | 6 agosto 2002     | NEAT                   |
| 310728 - | 2002 PD48                | 10 agosto 2002    | LINEAR                 |
| 310729 - | 2002 PB93                | 14 agosto 2002    | NEAT                   |
| 310730 - | 2002 PL98                | 14 agosto 2002    | LINEAR                 |
| 310731 - | 2002 PR105               | 12 agosto 2002    | LINEAR                 |
| 310732 - | 2002 PQ131               | 15 agosto 2002    | LINEAR                 |
| 310733 - | 2002 PA166               | 8 agosto 2002     | Lowe, A.               |
| 310734 - | 2002 PH166               | 9 agosto 2002     | Lowe, A.               |
| 310735 - | 2002 PS189               | 8 agosto 2002     | NEAT                   |
| 310736 - | 2002 PU192               | 8 agosto 2002     | NEAT                   |
| 310737 - | 2002 QG24                | 29 agosto 2002    | NEAT                   |
| 310738 - | 2002 QR39                | 30 agosto 2002    | NEAT                   |
| 310739 - | 2002 QY46                | 30 agosto 2002    | LINEAR                 |
| 310740 - | 2002 QN53                | 29 agosto 2002    | Hoenig, S. F.          |
| 310741 - | 2002 QQ53                | 29 agosto 2002    | Hoenig, S. F.          |
| 310742 - | 2002 QM77                | 29 agosto 2002    | NEAT                   |
| 310743 - | 2002 QG91                | 30 agosto 2002    | NEAT                   |
| 310744 - | 2002 QH110               | 17 agosto 2002    | NEAT                   |
| 310745 - | 2002 QY127               | 18 agosto 2002    | NEAT                   |
| 310746 - | 2002 QF128               | 29 agosto 2002    | NEAT                   |
| 310747 - | 2002 QF141               | 13 maggio 2005    | Spacewatch             |
| 310748 - | 2002 QC146               | 8 novembre 2007   | Spacewatch             |
| 310749 - | 2002 QL147               | 5 dicembre 2007   | Spacewatch             |
| 310750 - | 2002 RF5                 | 3 settembre 2002  | NEAT                   |
| 310751 - | 2002 RB27                | 5 settembre 2002  | LINEAR                 |
| 310752 - | 2002 RM27                | 5 settembre 2002  | LINEAR                 |
| 310753 - | 2002 RQ48                | 5 settembre 2002  | LINEAR                 |
| 310754 - | 2002 RM50                | 5 settembre 2002  | LINEAR                 |
| 310755 - | 2002 RK55                | 5 settembre 2002  | LONEOS                 |
| 310756 - | 2002 RC68                | 4 settembre 2002  | LONEOS                 |
| 310757 - | 2002 RS89                | 5 settembre 2002  | LINEAR                 |
| 310758 - | 2002 RU122               | 8 settembre 2002  | NEAT                   |
| 310759 - | 2002 RV123               | 9 settembre 2002  | NEAT                   |
| 310760 - | 2002 RS157               | 11 settembre 2002 | NEAT                   |
| 310761 - | 2002 RF158               | 11 settembre 2002 | NEAT                   |
| 310762 - | 2002 RU186               | 12 settembre 2002 | NEAT                   |
| 310763 - | 2002 RM210               | 15 settembre 2002 | Spacewatch             |
| 310764 - | 2002 RC215               | 13 settembre 2002 | LINEAR                 |
| 310765 - | 2002 RJ223               | 13 settembre 2002 | Spacewatch             |
| 310766 - | 2002 RM224               | 13 settembre 2002 | LONEOS                 |
| 310767 - | 2002 RX234               | 8 settembre 2002  | Matson, R.             |
| 310768 - | 2002 RC235               | 11 settembre 2002 | White, M., Collins, M. |
| 310769 - | 2002 RJ245               | 15 settembre 2002 | NEAT                   |
| 310770 - | 2002 RO251               | 8 settembre 2002  | NEAT                   |
| 310771 - | 2002 RF253               | 14 settembre 2002 | NEAT                   |
| 310772 - | 2002 RU276               | 14 settembre 2002 | NEAT                   |
| 310773 - | 2002 RS290               | 19 settembre 2006 | CSS                    |
| 310774 - | 2002 SO7                 | 27 settembre 2002 | NEAT                   |
| 310775 - | 2002 SN13                | 27 settembre 2002 | NEAT                   |
| 310776 - | 2002 SH18                | 28 settembre 2002 | NEAT                   |
| 310777 - | 2002 ST19                | 27 settembre 2002 | LINEAR                 |
| 310778 - | 2002 SV29                | 28 settembre 2002 | NEAT                   |
| 310779 - | 2002 SP32                | 28 settembre 2002 | NEAT                   |
| 310780 - | 2002 SX33                | 29 settembre 2002 | NEAT                   |
| 310781 - | 2002 SH35                | 29 settembre 2002 | NEAT                   |
| 310782 - | 2002 SH36                | 29 settembre 2002 | NEAT                   |
| 310783 - | 2002 SF41                | 30 settembre 2002 | NEAT                   |
| 310784 - | 2002 SG41                | 30 settembre 2002 | NEAT                   |
| 310785 - | 2002 SU44                | 29 settembre 2002 | NEAT                   |
| 310786 - | 2002 SD55                | 30 settembre 2002 | LINEAR                 |
| 310787 - | 2002 TH38                | 2 ottobre 2002    | LINEAR                 |
| 310788 - | 2002 TY123               | 4 ottobre 2002    | NEAT                   |
| 310789 - | 2002 TY125               | 4 ottobre 2002    | NEAT                   |
| 310790 - | 2002 TP144               | 5 ottobre 2002    | LINEAR                 |
| 310791 - | 2002 TP149               | 5 ottobre 2002    | NEAT                   |
| 310792 - | 2002 TA152               | 5 ottobre 2002    | NEAT                   |
| 310793 - | 2002 TP160               | 5 ottobre 2002    | NEAT                   |
| 310794 - | 2002 TO164               | 5 ottobre 2002    | NEAT                   |
| 310795 - | 2002 TC169               | 3 ottobre 2002    | NEAT                   |
| 310796 - | 2002 TR172               | 4 ottobre 2002    | LONEOS                 |
| 310797 - | 2002 TE177               | 5 ottobre 2002    | NEAT                   |
| 310798 - | 2002 TL187               | 4 ottobre 2002    | LINEAR                 |
| 310799 - | 2002 TL191               | 5 ottobre 2002    | LONEOS                 |
| 310800 - | 2002 TB198               | 4 ottobre 2002    | LINEAR                 |

## 310801-310900
| Nome     | Designazione provvisoria | Data di scoperta  | Scopritore                  |
| -------- | ------------------------ | ----------------- | --------------------------- |
| 310801 - | 2002 TF199               | 6 ottobre 2002    | LINEAR                      |
| 310802 - | 2002 TK199               | 6 ottobre 2002    | LINEAR                      |
| 310803 - | 2002 TG209               | 6 ottobre 2002    | LINEAR                      |
| 310804 - | 2002 TE238               | 7 ottobre 2002    | LINEAR                      |
| 310805 - | 2002 TE271               | 9 ottobre 2002    | LINEAR                      |
| 310806 - | 2002 TW369               | 10 ottobre 2002   | Sloan Digital Sky Survey    |
| 310807 - | 2002 TX381               | 3 ottobre 2002    | NEAT                        |
| 310808 - | 2002 TZ382               | 13 ottobre 2002   | Spacewatch                  |
| 310809 - | 2002 UA11                | 28 ottobre 2002   | Uppsala-DLR Asteroid Survey |
| 310810 - | 2002 UH21                | 30 ottobre 2002   | Spacewatch                  |
| 310811 - | 2002 UL21                | 30 ottobre 2002   | NEAT                        |
| 310812 - | 2002 UP68                | 30 ottobre 2002   | Sloan Digital Sky Survey    |
| 310813 - | 2002 UA69                | 30 ottobre 2002   | Sloan Digital Sky Survey    |
| 310814 - | 2002 UQ71                | 18 ottobre 2002   | NEAT                        |
| 310815 - | 2002 US78                | 7 novembre 2007   | Mt. Lemmon Survey           |
| 310816 - | 2002 VM16                | 5 novembre 2002   | LINEAR                      |
| 310817 - | 2002 VB26                | 5 novembre 2002   | LINEAR                      |
| 310818 - | 2002 VB61                | 5 novembre 2002   | LINEAR                      |
| 310819 - | 2002 VN69                | 11 novembre 2002  | NEAT                        |
| 310820 - | 2002 VY69                | 7 novembre 2002   | LINEAR                      |
| 310821 - | 2002 VM73                | 7 novembre 2002   | LINEAR                      |
| 310822 - | 2002 VH84                | 7 novembre 2002   | LINEAR                      |
| 310823 - | 2002 VM104               | 12 novembre 2002  | LINEAR                      |
| 310824 - | 2002 VS139               | 13 novembre 2002  | NEAT                        |
| 310825 - | 2002 VR142               | 5 novembre 2002   | NEAT                        |
| 310826 - | 2002 WR8                 | 24 novembre 2002  | NEAT                        |
| 310827 - | 2002 WT22                | 24 novembre 2002  | NEAT                        |
| 310828 - | 2002 XC                  | 1º dicembre 2002  | LINEAR                      |
| 310829 - | 2002 XN12                | 3 dicembre 2002   | NEAT                        |
| 310830 - | 2002 XQ17                | 5 dicembre 2002   | LINEAR                      |
| 310831 - | 2002 XQ27                | 5 dicembre 2002   | LINEAR                      |
| 310832 - | 2002 XN34                | 5 dicembre 2002   | NEAT                        |
| 310833 - | 2002 XT38                | 7 dicembre 2002   | LINEAR                      |
| 310834 - | 2002 XZ45                | 10 dicembre 2002  | LINEAR                      |
| 310835 - | 2002 XS59                | 11 dicembre 2002  | Stevens, B. L.              |
| 310836 - | 2002 XQ65                | 12 dicembre 2002  | LINEAR                      |
| 310837 - | 2002 XE67                | 10 dicembre 2002  | NEAT                        |
| 310838 - | 2002 XS95                | 5 dicembre 2002   | LINEAR                      |
| 310839 - | 2002 XQ105               | 5 dicembre 2002   | LINEAR                      |
| 310840 - | 2002 YE32                | 30 dicembre 2002  | NEAT                        |
| 310841 - | 2003 AK3                 | 1º gennaio 2003   | LINEAR                      |
| 310842 - | 2003 AK18                | 7 gennaio 2003    | LINEAR                      |
| 310843 - | 2003 AP20                | 5 gennaio 2003    | LINEAR                      |
| 310844 - | 2003 AA33                | 5 gennaio 2003    | LINEAR                      |
| 310845 - | 2003 AC56                | 5 gennaio 2003    | LINEAR                      |
| 310846 - | 2003 AT65                | 7 gennaio 2003    | LINEAR                      |
| 310847 - | 2003 AM66                | 7 gennaio 2003    | LINEAR                      |
| 310848 - | 2003 AY78                | 10 gennaio 2003   | Spacewatch                  |
| 310849 - | 2003 AS90                | 5 gennaio 2003    | LONEOS                      |
| 310850 - | 2003 BT                  | 24 gennaio 2003   | NEAT                        |
| 310851 - | 2003 BP1                 | 25 gennaio 2003   | NEAT                        |
| 310852 - | 2003 BL2                 | 25 gennaio 2003   | LONEOS                      |
| 310853 - | 2003 BH24                | 25 gennaio 2003   | NEAT                        |
| 310854 - | 2003 BK45                | 28 gennaio 2003   | NEAT                        |
| 310855 - | 2003 BN49                | 27 gennaio 2003   | LONEOS                      |
| 310856 - | 2003 BO54                | 27 gennaio 2003   | NEAT                        |
| 310857 - | 2003 BS55                | 28 gennaio 2003   | LINEAR                      |
| 310858 - | 2003 BK62                | 28 gennaio 2003   | NEAT                        |
| 310859 - | 2003 BK78                | 31 gennaio 2003   | LONEOS                      |
| 310860 - | 2003 CM9                 | 2 febbraio 2003   | LINEAR                      |
| 310861 - | 2003 CG26                | 2 febbraio 2003   | NEAT                        |
| 310862 - | 2003 EW40                | 8 marzo 2003      | NEAT                        |
| 310863 - | 2003 FM9                 | 20 marzo 2003     | NEAT                        |
| 310864 - | 2003 FU9                 | 22 marzo 2003     | NEAT                        |
| 310865 - | 2003 FO39                | 24 marzo 2003     | Spacewatch                  |
| 310866 - | 2003 FE45                | 24 marzo 2003     | Spacewatch                  |
| 310867 - | 2003 GF28                | 7 aprile 2003     | Spacewatch                  |
| 310868 - | 2003 GK42                | 6 aprile 2003     | LONEOS                      |
| 310869 - | 2003 GK47                | 7 aprile 2003     | Spacewatch                  |
| 310870 - | 2003 GD48                | 9 aprile 2003     | NEAT                        |
| 310871 - | 2003 GG57                | 11 aprile 2003    | Spacewatch                  |
| 310872 - | 2003 HF14                | 26 aprile 2003    | Spacewatch                  |
| 310873 - | 2003 HB26                | 25 aprile 2003    | Spacewatch                  |
| 310874 - | 2003 HV58                | 26 aprile 2003    | Spacewatch                  |
| 310875 - | 2003 JE8                 | 2 maggio 2003     | LINEAR                      |
| 310876 - | 2003 KV33                | 27 maggio 2003    | Spacewatch                  |
| 310877 - | 2003 MW3                 | 25 giugno 2003    | NEAT                        |
| 310878 - | 2003 MB8                 | 28 giugno 2003    | LINEAR                      |
| 310879 - | 2003 ON12                | 26 luglio 2003    | LINEAR                      |
| 310880 - | 2003 OS17                | 29 luglio 2003    | Broughton, J.               |
| 310881 - | 2003 PU5                 | 1º agosto 2003    | LINEAR                      |
| 310882 - | 2003 PH6                 | 1º agosto 2003    | LINEAR                      |
| 310883 - | 2003 PK6                 | 1º agosto 2003    | LINEAR                      |
| 310884 - | 2003 QU3                 | 18 agosto 2003    | NEAT                        |
| 310885 - | 2003 QX15                | 20 agosto 2003    | NEAT                        |
| 310886 - | 2003 QK24                | 21 agosto 2003    | CINEOS                      |
| 310887 - | 2003 QJ33                | 22 agosto 2003    | NEAT                        |
| 310888 - | 2003 QD45                | 23 agosto 2003    | LINEAR                      |
| 310889 - | 2003 QT50                | 22 agosto 2003    | NEAT                        |
| 310890 - | 2003 QO57                | 23 agosto 2003    | NEAT                        |
| 310891 - | 2003 QG89                | 26 agosto 2003    | LINEAR                      |
| 310892 - | 2003 QM111               | 31 agosto 2003    | LINEAR                      |
| 310893 - | 2003 QB114               | 22 agosto 2003    | NEAT                        |
| 310894 - | 2003 RF5                 | 1º settembre 2003 | LINEAR                      |
| 310895 - | 2003 RB6                 | 4 settembre 2003  | CINEOS                      |
| 310896 - | 2003 RY9                 | 4 settembre 2003  | LINEAR                      |
| 310897 - | 2003 RJ20                | 15 settembre 2003 | LONEOS                      |
| 310898 - | 2003 SD11                | 17 settembre 2003 | LINEAR                      |
| 310899 - | 2003 SX13                | 16 settembre 2003 | Spacewatch                  |
| 310900 - | 2003 SE14                | 17 settembre 2003 | Spacewatch                  |

## 310901-311000
| Nome     | Designazione provvisoria | Data di scoperta  | Scopritore               |
| -------- | ------------------------ | ----------------- | ------------------------ |
| 310901 - | 2003 SO18                | 16 settembre 2003 | Spacewatch               |
| 310902 - | 2003 SK26                | 17 settembre 2003 | NEAT                     |
| 310903 - | 2003 SP28                | 18 settembre 2003 | NEAT                     |
| 310904 - | 2003 SC32                | 16 settembre 2003 | NEAT                     |
| 310905 - | 2003 SO42                | 16 settembre 2003 | LONEOS                   |
| 310906 - | 2003 SD45                | 16 settembre 2003 | LONEOS                   |
| 310907 - | 2003 SK45                | 16 settembre 2003 | LONEOS                   |
| 310908 - | 2003 SE50                | 18 settembre 2003 | NEAT                     |
| 310909 - | 2003 SL58                | 17 settembre 2003 | LONEOS                   |
| 310910 - | 2003 SJ66                | 18 settembre 2003 | CINEOS                   |
| 310911 - | 2003 SY69                | 17 settembre 2003 | Spacewatch               |
| 310912 - | 2003 SQ80                | 19 settembre 2003 | Spacewatch               |
| 310913 - | 2003 SF82                | 31 agosto 2003    | Spacewatch               |
| 310914 - | 2003 SN85                | 16 settembre 2003 | NEAT                     |
| 310915 - | 2003 SO93                | 18 settembre 2003 | NEAT                     |
| 310916 - | 2003 SR97                | 19 settembre 2003 | Spacewatch               |
| 310917 - | 2003 SL101               | 20 settembre 2003 | NEAT                     |
| 310918 - | 2003 SY106               | 20 settembre 2003 | NEAT                     |
| 310919 - | 2003 SN109               | 20 settembre 2003 | Spacewatch               |
| 310920 - | 2003 SC123               | 18 settembre 2003 | Tucker, R. A.            |
| 310921 - | 2003 SS135               | 19 settembre 2003 | Spacewatch               |
| 310922 - | 2003 SM145               | 20 settembre 2003 | NEAT                     |
| 310923 - | 2003 SR150               | 17 settembre 2003 | LINEAR                   |
| 310924 - | 2003 SZ166               | 22 settembre 2003 | LINEAR                   |
| 310925 - | 2003 ST175               | 18 settembre 2003 | NEAT                     |
| 310926 - | 2003 SD178               | 19 settembre 2003 | NEAT                     |
| 310927 - | 2003 SC235               | 26 settembre 2003 | LINEAR                   |
| 310928 - | 2003 SV236               | 26 settembre 2003 | LINEAR                   |
| 310929 - | 2003 SN241               | 27 settembre 2003 | Spacewatch               |
| 310930 - | 2003 SP242               | 27 settembre 2003 | Spacewatch               |
| 310931 - | 2003 SC268               | 29 settembre 2003 | Spacewatch               |
| 310932 - | 2003 SL275               | 29 settembre 2003 | LINEAR                   |
| 310933 - | 2003 SN286               | 21 settembre 2003 | NEAT                     |
| 310934 - | 2003 SJ295               | 29 settembre 2003 | LONEOS                   |
| 310935 - | 2003 SX313               | 27 settembre 2003 | Spacewatch               |
| 310936 - | 2003 SE319               | 20 settembre 2003 | Spacewatch               |
| 310937 - | 2003 SM331               | 26 settembre 2003 | Sloan Digital Sky Survey |
| 310938 - | 2003 SK332               | 28 settembre 2003 | LONEOS                   |
| 310939 - | 2003 SY358               | 21 settembre 2003 | Spacewatch               |
| 310940 - | 2003 SX363               | 26 settembre 2003 | Sloan Digital Sky Survey |
| 310941 - | 2003 SF388               | 26 settembre 2003 | Sloan Digital Sky Survey |
| 310942 - | 2003 SN396               | 26 settembre 2003 | Sloan Digital Sky Survey |
| 310943 - | 2003 TD10                | 15 ottobre 2003   | LINEAR                   |
| 310944 - | 2003 TC12                | 14 ottobre 2003   | LONEOS                   |
| 310945 - | 2003 TX15                | 15 ottobre 2003   | LONEOS                   |
| 310946 - | 2003 TX28                | 1º ottobre 2003   | Spacewatch               |
| 310947 - | 2003 UH2                 | 16 ottobre 2003   | Spacewatch               |
| 310948 - | 2003 UM14                | 16 ottobre 2003   | LONEOS                   |
| 310949 - | 2003 UH15                | 16 ottobre 2003   | Spacewatch               |
| 310950 - | 2003 UP26                | 25 ottobre 2003   | Tucker, R. A.            |
| 310951 - | 2003 UT38                | 26 ottobre 2003   | Klet                     |
| 310952 - | 2003 UY51                | 18 ottobre 2003   | NEAT                     |
| 310953 - | 2003 UH54                | 18 ottobre 2003   | NEAT                     |
| 310954 - | 2003 UY54                | 18 ottobre 2003   | NEAT                     |
| 310955 - | 2003 UB56                | 19 ottobre 2003   | Tucker, R. A.            |
| 310956 - | 2003 UL75                | 17 ottobre 2003   | LONEOS                   |
| 310957 - | 2003 UX94                | 18 ottobre 2003   | Spacewatch               |
| 310958 - | 2003 UH97                | 19 ottobre 2003   | Spacewatch               |
| 310959 - | 2003 UO98                | 19 ottobre 2003   | LONEOS                   |
| 310960 - | 2003 UB108               | 19 ottobre 2003   | NEAT                     |
| 310961 - | 2003 UZ110               | 19 ottobre 2003   | Spacewatch               |
| 310962 - | 2003 UW116               | 21 ottobre 2003   | LINEAR                   |
| 310963 - | 2003 UQ119               | 18 ottobre 2003   | Spacewatch               |
| 310964 - | 2003 UE120               | 18 ottobre 2003   | Spacewatch               |
| 310965 - | 2003 US126               | 20 ottobre 2003   | NEAT                     |
| 310966 - | 2003 US132               | 19 ottobre 2003   | NEAT                     |
| 310967 - | 2003 UK139               | 16 ottobre 2003   | NEAT                     |
| 310968 - | 2003 US144               | 18 ottobre 2003   | LONEOS                   |
| 310969 - | 2003 UF174               | 21 ottobre 2003   | Spacewatch               |
| 310970 - | 2003 UA182               | 21 ottobre 2003   | LINEAR                   |
| 310971 - | 2003 UG204               | 21 ottobre 2003   | Spacewatch               |
| 310972 - | 2003 UE217               | 21 ottobre 2003   | LINEAR                   |
| 310973 - | 2003 UN228               | 23 ottobre 2003   | Spacewatch               |
| 310974 - | 2003 UE231               | 24 ottobre 2003   | LINEAR                   |
| 310975 - | 2003 UA240               | 24 ottobre 2003   | LINEAR                   |
| 310976 - | 2003 UB270               | 27 ottobre 2003   | Bickel, W.               |
| 310977 - | 2003 UE272               | 29 ottobre 2003   | LINEAR                   |
| 310978 - | 2003 UE278               | 25 ottobre 2003   | LINEAR                   |
| 310979 - | 2003 UR297               | 16 ottobre 2003   | Spacewatch               |
| 310980 - | 2003 UV307               | 18 ottobre 2003   | Spacewatch               |
| 310981 - | 2003 UP328               | 17 ottobre 2003   | Sloan Digital Sky Survey |
| 310982 - | 2003 UZ331               | 18 ottobre 2003   | Sloan Digital Sky Survey |
| 310983 - | 2003 UM341               | 20 settembre 2003 | Spacewatch               |
| 310984 - | 2003 UH349               | 19 ottobre 2003   | Sloan Digital Sky Survey |
| 310985 - | 2003 UO369               | 9 novembre 1993   | Spacewatch               |
| 310986 - | 2003 UG383               | 22 ottobre 2003   | Sloan Digital Sky Survey |
| 310987 - | 2003 WP10                | 18 novembre 2003  | Spacewatch               |
| 310988 - | 2003 WM39                | 19 novembre 2003  | Spacewatch               |
| 310989 - | 2003 WO54                | 20 novembre 2003  | LINEAR                   |
| 310990 - | 2003 WV81                | 18 novembre 2003  | NEAT                     |
| 310991 - | 2003 WH84                | 19 novembre 2003  | LINEAR                   |
| 310992 - | 2003 WH90                | 16 novembre 2003  | Spacewatch               |
| 310993 - | 2003 WR90                | 18 novembre 2003  | NEAT                     |
| 310994 - | 2003 WG100               | 20 novembre 2003  | LINEAR                   |
| 310995 - | 2003 WQ122               | 20 novembre 2003  | LINEAR                   |
| 310996 - | 2003 WZ129               | 21 novembre 2003  | NEAT                     |
| 310997 - | 2003 WT141               | 21 novembre 2003  | LINEAR                   |
| 310998 - | 2003 WT144               | 21 novembre 2003  | LINEAR                   |
| 310999 - | 2003 WF150               | 24 novembre 2003  | LONEOS                   |
| 311000 - | 2003 WT157               | 30 novembre 2003  | LINEAR                   |